# Restart-19
Restart-19 (Risk prEdiction of indoor SporTs And cultuRe events for the Transmission of COVID-19) ist ein abgeschlossenes Forschungsprojekt der Universitätsmedizin Halle (Saale), das im Jahr 2020 Handlungsempfehlungen für die Durchführung von Großveranstaltungen unter Pandemie-Bedingungen formulierte.

## Ziel
Das Projekt hatte zum Ziel, das Risiko eines Ausbruchs mit COVID-19 durch Hallen-Großveranstaltungen zu simulieren und dabei Rahmenbedingungen zu erforschen, unter denen solche Veranstaltungen trotz Pandemie wieder durchgeführt werden können, ohne eine Gefährdung der Bevölkerung zu riskieren. Über die Erstellung eines mathematischen Modells sollte das Gefährdungspotential abgeschätzt und der Politik Empfehlungen für ihre Entscheidungsfindung bezüglich der notwendigen Vorgaben für die Durchführung solcher Veranstaltungen gegeben werden.

## Durchführung
Am 22. August 2020 fand das Konzert mit Tim Bendzko in der Arena Leipzig statt. Ursprünglich war geplant, die Simulation mit insgesamt 4000 freiwilligen Probanden durchzuführen. Diese sollten gesund und im Alter zwischen 18 und 50 Jahren sein. Durchgeführt wurde die Studie dann aber mit nur 1400 Menschen, da sich nicht mehr Freiwillige einfanden. Damit stand laut Studienleiter Stefan Moritz.  Leiter der Abteilung für Klinische Infektiologie des Universitätsklinikums Halle, aber dennoch eine gute Datenbasis zur Verfügung.
Die Teilnehmenden wurden mit je einem umgehängten Contact-Tracer ausgestattet, der die Bewegungsmuster festhielt. Als kritisch bewertete mehrminütige Kontakte zwischen den Probanden konnten auf diese Weise ermittelt werden (Kontakte von weniger als einer Minute blieben unberücksichtigt). Zudem kam ein fluoreszierendes Desinfektionsmittel zum Einsatz, um die besonders häufig berührten Kontaktflächen zu ermitteln. Bei der Konzertsimulation wurden drei Szenarien durchgespielt, bei denen die Probanden jeweils von außen die Halle betraten und anschließend einem 20-minütiges Konzert beiwohnten (bei Beachtung von Hygienemaßnahmen, um die gesundheitliche Sicherheit zu gewährleisten):
- Szenario 1: Keinerlei Lenkung der Teilnehmenden und keine Vorgabe von Mindestabständen, wie in Vor-Corona-Zeiten üblich.
- Szenario 2: Gezielte Lenkung der Teilnehmenden.
- Szenario 3: Zusätzlich Einhaltung von 1,5 Metern Sicherheitsabstand zwischen den Personen.

Die am Veranstaltungstag gesammelten Daten wurden nachfolgend analysiert und die Ergebnisse der Szenarien verglichen. Weiterhin wurde in einer Strömungssimulation per Computermodell die Auswirkungen verschiedener Lüftungsvarianten auf die Aerosolverteilung in den Räumlichkeiten nachgebildet.

## Ergebnisse
Ende Oktober 2020 wurden die Resultate des Forschungsprojekts vorgestellt. Die Anzahl der kritischen Kontakte ist demnach bei solchen Veranstaltungen nicht sehr hoch und kann durch ein geeignetes Hygiene-Konzept auch noch deutlich gesenkt werden. Besonders kritisch sind dabei der Einlass und die Pausenzeiten. Auf diese Phasen sollte daher bei der Veranstaltungsplanung besonders geachtet werden. Auch die Belüftung ist von großer Bedeutung. Mit einer geeigneten Belüftungstechnik könne das Ansteckungsrisiko deutlich abgesenkt werden. Folgende Empfehlungen wurden ausgesprochen:
- Belüftungstechnik, die alle Innenräume ausreichend mit Frischluft versorgt, um den ständigen Raumluftaustausch sicherzustellen.
- Regelungen für Einlass und Pausen. Wartezonen sollten möglichst im Freien vorgesehen werden, über mehrere Eingänge können die Besucherströme besser gelenkt werden. Durch eine gute Ablaufplanung im Vorfeld und eine geeignete Beschilderung können unnötige Umwege und zusätzliche Kontakte vermieden werden. Die Einnahme von Mahlzeiten sollte am Platz erfolgen, um Gedränge und längere Kontakte an den Ausgabestellen zu vermeiden. Vorteilhaft ist auch der Aufenthalt im Freien während der Pausen.
- Bestuhlungsplan. Durch ihn kann die Gästezahl geregelt, Vorgaben für einen Sicherheitsabstand getroffen werden und es wird eine Rückverfolgung von Infektionsketten möglich.
- Einhaltung des Hygienekonzepts. Die Einhaltung ist von entscheidender Bedeutung. Während einer Pandemie sollte in Innenräumen eine Maskenpflicht gelten, die den potentiellen Gästen bereits im Vorfeld angezeigt wird. Erforderlich ist ausreichendes und geschultes Personal, das auf die Einhaltung der Regelungen achtet.

## Projektpartner
Das Projekt der Universität Halle wurde vom Ministerium für Wirtschaft, Wissenschaft und Digitalisierung des Landes Sachsen-Anhalt, und den Staatsministerien für Wissenschaft, Kultur und Tourismus sowie Soziales und Gesellschaftlichen Zusammenhalt des Freistaates Sachsen unterstützt. Weitere Projektpartner waren unter anderem der SC DHfK Leipzig Handball und die private ZSL Betreibergesellschaft mbH aus Leipzig, seit 2002 für Veranstaltungen im Sportforum Leipzig verantwortlich.

## Finanzierung
Für das Projekt wurden 990.000 € veranschlagt, die von den Bundesländern Sachsen-Anhalt und Sachsen, sowie aus Eigenmitteln der Universitätsmedizin Halle bestritten wurden.